# Llanura de Francis
Llanura de Francis (en inglés: Francis Plain) es un pequeño asentamiento ubicado en la isla Santa Elena, que forma parte del distrito de San Pablo. Se ubica en las coordenadas 15°57′00″S 5°42′51.5″O / -15.95000, -5.714306.
Se localiza también a dos kilómetros al sur de Jamestown en una zona llana de la isla, y se destaca por tener en sus territorios a la única secundaria de la isla, la Escuela Príncipe Andrés, una escuela primaria y el Francis Plain Playing Field, único estadio en la isla.